# Чуниховская, Ирина Владимировна
Ири́на Влади́мировна Чунихо́вская (16 июля 1967) — советская яхтсменка, бронзовый призёр Олимпийских игр. Мастер спорта СССР международного класса.

## Карьера
На Олимпийских играх 1988 года Ирина в классе 470 вместе с Ларисой Москаленко выиграла бронзовую медаль.
В настоящее время работает старшим тренером в одесской ДЮСШ № 13 и команде «Трансбункер».